# Hermann Boerner

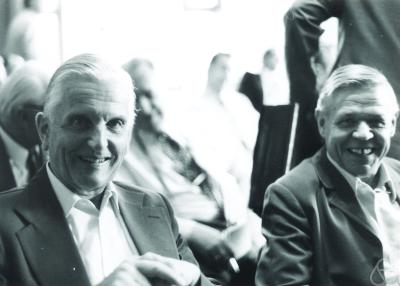
Hermann Boerner (links) und Helmuth Gericke (1975)

Hermann Boerner (* 11. Juli 1906 in Leipzig; † 3. Juni 1982 in Göttingen) war ein deutscher Mathematiker, der sich mit Variationsrechnung, Funktionentheorie und Darstellungstheorie von Gruppen beschäftigte.

## Leben
Hermann Boerners Vater war der bekannte Kunsthändler Hans Boerner (1877–1947) (Antiquariat C. G. Boerner) in Leipzig. Boerner studierte in Leipzig zunächst Kunstgeschichte, dann Mathematik und Theoretische Physik. 1925 war er an der Universität München, wo er u. a. bei Oskar Perron hörte, und ging dann wieder nach Leipzig, wo er 1926 bei Leon Lichtenstein promovierte (Über einige Eigenwertprobleme und ihre Anwendung in der Variationsrechnung). 1931 ging er ein Sommersemester zu Constantin Carathéodory, der damals in Deutschland führend in der Variationsrechnung war, nach München und schließlich 1933 als Hilfsassistent (zunächst von seinem Vater finanziert) zu Oskar Perron, mit dem er auch Klettertouren unternahm. 1934 habilitierte er sich bei Caratheodory mit „Über die Extremalen und geodätischen Felder in der Variationsrechnung in mehreren Variablen“.  Den „feldtheoretischen“ Zugang Caratheodorys zur Variationsrechnung beschrieb Boerner auch 1979 in Bd. 5 der von Konrad Jacobs herausgegebenen „Selecta Mathematica“ („Variationsrechnung à la Caratheodory und das Zermelosche Navigationsproblem“).
1936 hielt er als Dozent seine ersten Vorlesungen und wurde Assistent. Während des Zweiten Weltkriegs als Meteorologe bei der Luftwaffe und Marine, wobei er für Teilnahme von Erkundungsflügen über England und Irland das Eiserne Kreuz Erster Klasse erhielt. Das Kriegsende erlebte er in Oberwolfach, hielt 1948 in München und Göttingen Vorlesungen, bevor er 1949 an die wiedereröffnete Universität Gießen ging, wo er bis zu seiner Emeritierung 1971 blieb. Schon in Oberwolfach während des Krieges begann er sich mit der Darstellungstheorie von Gruppen zu beschäftigen, über die 1955 sein Buch „Darstellungen von Gruppen mit Berücksichtigung der Bedürfnisse der modernen Physik“ bei Springer erschien. Er starb an einer Gehirnblutung als Folge eines Treppensturzes.
Zu seinen fruchtbarsten Doktoranden zählen Benno Artmann, Adalbert Kerber, Klaus Roggenkamp und Herbert Pahlings.